# Algot Anderberg
Algot Harry Anderberg, född 6 april1893 i Södra Åby i Malmöhus län, död 7 november1963 i Visby. 
Hans föräldrar var folkskolläraren Jöns Anderberg och dennes hustru Anna Andersson. Anderberg blev filosofie kandidat 1914 i Lund, teologie kandidat 1918, teologie licentiat 1930 i Uppsala samt teologie doktor honoris causa 1936 i Uppsala.  Han var kyrkoherde i Kristianstad 1936-1941, utnämndes till hovpredikant 1937 samt var domprost i Uppsala 1941-1951.  Han var även fältprost 1941-1950.  Han var biskop i Visby stift 1951-1961.  
Han blev kommendör med stora korset av Nordstjärneorden 6 juni 1962 (kommendör av 1:a klassen 1954 5/6; kommendör 1948 15/11; ledamot 1941).
Gift 29 december 1929 med Yvonne Söderblom (1903-1990), dotter till ärkebiskop Nathan Söderblom, som förrättade vigseln.
Han är begraven på Norra kyrkogården i Visby.